# Энсайн (команда Формулы-1)
Энсайн (англ. Ensign, полное название Ensign Racing) — британская команда Формулы-1. Команда приняла участие в 133 Гран-при, набрав 19 очков и ни разу не финишировав на подиуме. Лучшим результатом является четвёртое место Марка Зурера на Гран-при Бразилии 1981 года.

## Результаты выступлений шасси Энсайн в Формуле-1

### Результаты выступлений команд, использовавших шасси Энсайн
| Легенда к таблице |                                                                    |
| --- | ------------------------------------------------------------------ |
| В таблице перечислены результаты всех Гран-при Формулы-1, в которых принимала участие команда. Строками таблицы являются сезоны, столбцами — этапы чемпионата мира. В каждой клетке указаны сокращённое название этапа и результаты гонщиков команды, дополнительно обозначенные цветом. Расшифровка обозначений и цветов представлена в нижеследующей таблице. |                                                                    |
| \| Пример \| Описание \| \| ------------ \| ------------------------------------------------------------------ \| \| 1 \| Победитель \| \| 2 \| Второе место \| \| 3 \| Третье место \| \| 5 \| Финишировал, заработав очки \| \| Сход \| Не финишировал, но при этом заработал очки \| \| 12 \| Финишировал, не получив очков \| \| НКЛ \| Финишировал, но не попал в финальную классификацию \| \| 15 \| Участвовал вне зачёта, либо по отдельной классификации \| \| 18 \| Не финишировал, но попал в финальную классификацию \| \| Сход \| Не финишировал \| \| НКВ \| Не прошёл квалификацию \| \| НПКВ \| Не прошёл предквалификацию \| \| ДСК \| Дисквалифицирован \| \| ИСК \| Исключён из протокола соревнований \| \| ТТ \| Заявлен для участия только в тренировках \| \| НС \| Участвовал в квалификации, но не стартовал в гонке \| \| Т \| Травмирован или болен \| \| ОТК \| Отказ от участия \| \| НТР \| Прибыл на соревнования, но на трассу не выезжал \| \| НПР \| Был заявлен в числе участников, но не прибыл к началу соревнований \| \| О \| Соревнования отменены \| \| \| Не участвовал \| \| Поул-позиция \| \| \| Быстрый круг \| \| |                                                                    |
| Пример | Описание                                                           |
| 1 | Победитель                                                         |
| 2 | Второе место                                                       |
| 3 | Третье место                                                       |
| 5 | Финишировал, заработав очки                                        |
| Сход | Не финишировал, но при этом заработал очки                         |
| 12 | Финишировал, не получив очков                                      |
| НКЛ | Финишировал, но не попал в финальную классификацию                 |
| 15 | Участвовал вне зачёта, либо по отдельной классификации             |
| 18 | Не финишировал, но попал в финальную классификацию                 |
| Сход | Не финишировал                                                     |
| НКВ | Не прошёл квалификацию                                             |
| НПКВ | Не прошёл предквалификацию                                         |
| ДСК | Дисквалифицирован                                                  |
| ИСК | Исключён из протокола соревнований                                 |
| ТТ | Заявлен для участия только в тренировках                           |
| НС | Участвовал в квалификации, но не стартовал в гонке                 |
| Т | Травмирован или болен                                              |
| ОТК | Отказ от участия                                                   |
| НТР | Прибыл на соревнования, но на трассу не выезжал                    |
| НПР | Был заявлен в числе участников, но не прибыл к началу соревнований |
| О | Соревнования отменены                                              |
| | Не участвовал                                                      |
| Поул-позиция |                                                                    |
| Быстрый круг |                                                                    |

| Год  | Ком.                      | Шасси       | Двиг.                    | Ш | Гонщики       | 1   | 2   | 3   | 4   | 5   | 6   | 7   | 8   | 9   | 10   | 11  | 12   | 13   | 14   | 15  | 16  | 17   |
| ---- | ------------------------- | ----------- | ------------------------ | - | ------------- | --- | --- | --- | --- | --- | --- | --- | --- | --- | ---- | --- | ---- | ---- | ---- | --- | --- | ---- |
| 1977 | Theodore Racing Hong Kong | Ensign N177 | Ford Cosworth DFV 3.0 V8 | G |               | АРГ | БРА | ЮАР | СШЗ | ИСП | МОН | БЕЛ | ШВЕ | ФРА | ВЕЛ  | ГЕР | АВТ  | НИД  | ИТА  | США | КАН | ЯПО  |
| 1977 | Theodore Racing Hong Kong | Ensign N177 | Ford Cosworth DFV 3.0 V8 | G | Патрик Тамбе  |     |     |     |     |     |     |     |     |     | Сход | 6   | Сход | 5    | Сход | НКВ | 5   | Сход |
| 1978 | Mario Deliotti Racing     | Ensign N175 | Ford Cosworth DFV 3.0 V8 | G |               | АРГ | БРА | ЮАР | СШЗ | МОН | БЕЛ | ИСП | ШВЕ | ФРА | ВЕЛ  | ГЕР | АВТ  | НИД  | ИТА  | США | КАН |      |
| 1978 | Mario Deliotti Racing     | Ensign N175 | Ford Cosworth DFV 3.0 V8 | G | Джефф Лиз     |     |     |     |     |     |     |     |     |     | НКВ  |     |      |      |      |     |     |      |
| 1978 | Sachs Racing              | Ensign N177 | Ford Cosworth DFV 3.0 V8 | G | Харальд Эртль |     |     |     |     |     |     |     |     |     |      | 11  | Сход | НПКВ | НПКВ |     |     |      |